# Josef Rejcha
Josef Rejcha, křtěný Matěj Josef, také uváděn Joseph Reicha (13. března 1752 Chudenice – 5. března 1795 Bonn), byl český hudební skladatel, dirigent a violoncellista. Působil v Německu a ve své době byl známou a uznávanou osobností.

## Život
Josef Rejcha zpíval jako chlapec v křižovnickém klášteře, v kostele svatého Františka Serafinského u Karlova mostu v Praze. Zde se také naučil hře na violoncello, klavír a varhany. Získal angažmá jako první violoncelista knížecí kapely Öttingen-Wallersteinů ve Švábsku v níž hrála řada dalších českých hudebníků. Působil v ní 11 let.  Přivedl tam i svého synovce, později mnohem slavnějšího skladatele Antonína Rejchu, v této době ovšem jako flétnistu. 
V roce 1779 se v Metách oženil s Lucií Certeletovou. V letech 1776 až 1779 podnikal velni úspěšná koncertní turné po Německu s houslistou Antonínem Janičem. V lednu roku 1778 navštívili Salcburk. Společně s Nannerl Mozartovou přednesli Divertimento z klavírního tria B-dur, KS 254, zkomponované jejím bratrem Wolfgangem Amadeem a kromě uznání otce sourozenců Leopolda Mozarta si za to vysloužili i pozvání na rodinnou oslavu Wolfgangových 22. narozenin.
V roce 1785 se stal koncertním mistrem a ředitelem kurfiřtské kapely v Bonnu a od roku 1789 řídil i orchestr bonnské dvorní Opery. V těchto funkcích byl vlastně nadřízeným mladého Ludwiga van Beethovena, který v obou orchestrech účinkoval do roku 1792, tehdy jako řadový hudebník-hráč na violu.  V roce 1794 se Rejcha stal kapelníkem arcibiskupského orchestru v Kolíně nad Rýnem.
V posledních letech života byl těžce nemocný, trpěl dnou a zemřel poměrně mladý v Bonnu 5. března 1795.

## Dílo
Josef Rejcha byl velmi plodný skladatel. Patřil k představitelům mannheimské školy, kterou z českých hudebních skladatelů ztělesňoval zejména Jan Václav Stamic. Zcela v tomto duchu jsou psány jeho symfonie. Jeho skladby se vyznačují znalostí orchestrální praxe, využitím zvukových možností celého orchestru a uplatněním pasáží s virtuózní hrou na sólové nástroje, především violoncello.
Dnes jsou z jeho díla uváděny zejména koncerty pro violoncello, violu a pro dechové nástroje, případně drobné komorní skladby.